# 川口市立芝富士小学校
川口市立芝富士小学校（かわぐちしりつ しばふじしょうがっこう）は、埼玉県川口市芝富士にある公立小学校。

## 沿革
- 1968年（昭和43年）4月1日 - 川口市立芝富士小学校が開校。

## アクセス
- JR京浜東北線蕨駅西口から徒歩20分。